# 2074
2074 هي سنة قادمة في التقويم الميلادي ستكون سنة بسيطة تبدأ يوم الأربعاء وهي السنة 74 من الألفية الميلادية الثالثة وسنة من سنوات القرن الحادي والعشرين